# Verdensarvsområder i Danmark
UNESCOs verdensarvsområder i Danmark er steder med vigtig kulturel eller naturmæssig betydning som beskrevet i UNESCO World Heritage Convention, der blev etableret i 1972. Danmark ratificerede konventionen d. 25. juli 1979, hvilket gjorde landets historiske områder valgbare til verdensarvslisten.
Det første sted i Danmark, der blev føjet til Verdensarvslisten, var Jellingehøjene, -stenene og kirken, der blev indskrevet ved 18. Session af World Heritage Committee, afholdt i 1994 i Phuket, Thailand. Der er blevet tilføjet yderligere steder i 1995, 2000, 2004, 2009, 2014, 2017, 2018, 2023 og 2025. Tre steder, nemlig Kujataa, Aasivissuit – Nipisat og Ilulissat Isfjord, ligger i Grønland, der er en del af Kongeriget Danmark.
Otte steder af de i alt 12 verdensarvssteder i kongeriget er kultur og fire er natur. Naturområdet Vadehavet deles med Tyskland og Holland. I 2014 blev den danske del tilføjet det eksisterende verdensarvsområde i de to andre lande, der havde været på listen siden 2009.
I 2023 blev de fem danske ringborge føjet til listen, og i 2025 blev Møns Klint optaget på listen sammen med det bagvedliggende bakkelandskab Høje Møn.

## Verdensarvsområder
Områderne er listet i den rækkefølge, som de er kommet på verdensarvslisten
I Danmark
- Jellingstenene, Jellingmonumenterne og Jelling Kirke
- Roskilde Domkirke
- Kronborg
- Stevns Klint
- Vadehavet
- Christiansfeld
- Parforcejagtlandskabet i Nordsjælland
- 5 danske ringborge: Aggersborg, Fyrkat, Nonnebakken, Trelleborg and Borgring[6]
- Møns Klint og Høje Møn[7]

I Grønland
- Ilulissat Isfjord
- Kujataa
- Aasivissuit – Nipisat